# NGC 1135
NGC 1135 (NGC 1136) é uma galáxia espiral (Scd) localizada na direcção da constelação de Horologium. Possui uma declinação de -54° 55' 46" e uma ascensão recta de 2 horas, 50 minutos e 47,2 segundos.
A galáxia NGC 1135 foi descoberta em 11 de Setembro de 1836 por John Herschel.